# Gustav Friedrich Oehler

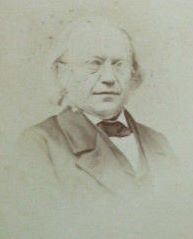
Porträt von 1871

Gustav Friedrich Oehler (* 10. Juni 1812 in Ebingen; † 19. Februar 1872 in Tübingen) war ein deutscher lutherischer Theologe und Hochschullehrer.

## Leben
Oehler war Sohn des Ebinger Präzeptors Georg Friedrich Oehler. Er soll Nachfahre von Johannes Brenz, Matthäus Alber und Johann Albrecht Bengel sein. Oehler galt als begabter Schüler und durchlief von 1825 bis 1829 das Niedere theologische Seminar Blaubeuren, an dem er insbesondere von Ferdinand Christian Baur geprägt wurde. 1829 wurde er an der Universität Tübingen zum Studium der Theologie und Philosophie immatrikuliert und am Tübinger Stift aufgenommen. Neben Baur, der dort mittlerweile Professor war, stand er insbesondere unter dem Einfluss von Friedrich Heinrich Kern, Christian Friedrich Schmid sowie von Johann Christian Friedrich Steudel. Neben dem Fachstudium widmete er sich außerdem den alten Sprachen. 1834 bestand er die erste Dienstprüfung mit Auszeichnung.
Oehler war von 1834 bis 1837 Lehrer bei der Basler Mission. Am 6. Juni 1837 wurde er an der Tübinger Universität zum Dr. phil. promoviert. Bereits zu dieser Zeit wurde er als Kandidat für theologische Lehrstühle in Tübingen gehandelt. Er begab sich auf eine Studienreise über München und Erlangen nach Berlin, auf der er sich weiter dem Studium der Theologie widmete. Zurückgekehrt nach Tübingen wurde er 1837 Repetent am Tübinger Stift, bevor er im Januar 1840 als Stadtvikar nach Stuttgart ging. Im August 1840 bestand er die Lehramtsprüfung, anschließend kam er als 2. Professor an die Klosterschule Schöntal, an der er 1841 auf die erste Professur aufrückte.
Oehler folgte 1845 dem zum 30. Dezember 1844 ergangenen Ruf als ordentlicher Professor des Alten Testaments an die Universität Breslau. Am 4. November 1845 wurde er außerdem von der Universität Bonn für seine Prolegomena zur Theologie des Alten Testaments zum D. theol. h.c. promoviert. Ab 1846 war er Mitglied der Deutschen Morgenländischen Gesellschaft, ab 1849 des Deutschen Evangelischen Kirchentags, in dessen engerem Ausschuss er jahrelang wirkte, und ab 1851 der Historisch-Theologischen Gesellschaft in Leipzig.
Oehler folgte 1852 einem Ruf an die Tübinger Universität, an der er ebenfalls als Professor des Alten Testaments wirkte. An den großen Erfolg seiner Vorlesungen in Breslau konnte er auch in Tübingen anschließen. Neben der Professur wurde ihm außerdem das Amt des Ephorus des Tübinger Stifts übertragen. 1867 lehnte er einen Ruf an die Universität Erlangen ab. 1861 wurde er zum Rektor der Universität gewählt und 1871 wurde ihm das Ritterkreuz 1. Klasse des Ordens der Württembergischen Krone verliehen.
Oehlers Hauptwerk Theologie des Alten Testaments erschien in englischer Übersetzung in Edinburgh (1874–1875) und New York (1883) sowie in niederländischer Übersetzung 1879.
Der Theologe Wilhelm Oehler war sein Enkel.

## Werke (Auswahl)
- (Hrsg.): Johann Christian Friedrich Steudel: Vorlesungen über die Theologie des Alten Testaments, Reimer, Berlin 1840.
- Prolegomena zur Theologie des Alten Testaments, Liesching, Stuttgart 1845.
- Die Grundzüge der alttestamentlichen Weisheit, Fues, Tübingen 1854.
- Ueber das Verhältniss der Alttestamentlichen Prophetie zur heidnischen Mantik, Tübingen 1861.
- Theologie des Alten Testaments, 2 Bände, Heckenhauer, Tübingen 1873–1874 (3. Aufl. Steinkopf, Stuttgart 1891).
- Lehrbuch der Symbolik, Heckenhauer, Tübingen 1876 (posthum herausgegeben von Johannes Delitzsch, 2. Aufl. Steinkopf, Stuttgart 1891).